# Кингс-Пик (гора, Юта)
Кингс-Пик (англ. Kings Peak) — гора в США. Высочайшая точка штата Юта. Высота горы 4123 метра над уровнем моря.

## Расположение
Она расположена к югу от центра хребта Юинта, в «Национальном лесу Эшли» на северо-востоке штата Юта, в северо-центральной части округа Дюшен. Она находится в пределах границ заповедной территории «Wilderness High Uintas», на расстоянии около 127 км к востоку от центра города Солт-Лейк-Сити, и в 45 милях (72 км) к северу от города Дюшен.

## Название
Гора была названа по имени Кларенса Кинга, местного землемера и первого директора Геологической службы Соединенных Штатов.

## Туризм
Есть три популярных маршрута к вершине: восхождение по восточному склону, взобраться по северному гребню, и длинный, но относительно лёгкий подъём по южному склону. Как правило, самые лучшие условия для восхождения на Кингс-Пик с июня по сентябрь, в зависимости от уровня снега и погодных условий. Воду можно найти в изобилии в водоёмах со всех сторон горы. Кингс-Пик обычно рассматривается как самая трудная для подъёма точка штата, на которую может забраться человек без специальных навыков скалолазания и/или без сопровождения. Самый простой маршрут будет длиной около 46,7 км туда и обратно.